# Lori Freedman
Pour les articles homonymes, voir Freedman.
Lori Freedman, née à Toronto en 1958, est compositrice et clarinettiste canadienne. 

## Biographie
Très jeune, Freedman, dont les parents sont musiciens (son père est un compositeur canadien, sa mère une enseignante), apprend le piano, la guitare, la batterie et le trombone. 
Après avoir étudié la clarinette à l’université de Toronto en 1977, elle intègre l’Academy of Woodwinds du Banff Center for the Arts. En 1981, sa rencontre avec Pauline Oliveros et la découverte de la musique d'Eric Dolphy, 2 musiciens américains, la marquent profondément. Elle est alors bouleversée par leur spontanéité et leurs prises de risque musicales qui l'incitent à partir étudier avec Larry Combs au Chicago Civic Orchestra où elle apprend l'improvisation. Elle est ensuite engagée au Royal Concertgebouw d’Amsterdam. 
Freedman compose aussi bien pour le concert que pour la danse, le cinéma et le théâtre. Créatrice de musique contemporaine, improvisée et électroacoustique, elle est régulièrement invitée, notamment lors d'une résidence à la Leighton Artist Colony du Banff Centre for the Arts en 2002. Elle reçoit également de nombreuses commandes pour écrire des compositions pour divers artistes, ce qui ne l'empêche pas d’interpréter ses propres compositions pour la clarinette basse, comme Brief Candles et Xolf. Elle collabore avec plusieurs musiciens, tels que Takemitsu Toru, John Oswald, Helmut Lachenmann, Joëlle Léandre, Ana Sokolovic, Steve Lacy (saxophoniste) ou encore George Lewis et de nombreux compositeurs lui ont écrit des partitions pour clarinette basse. 
Détentrice de plusieurs prix, dont le Freddie Stone Award en 1998, et des National Jazz Awards en 2003, 2004 et 2006 (catégorie « Clarinettiste de l’année »), Freedman enseigne la clarinette basse et dirige un ensemble de musique contemporaine/improvisée à l’école de musique Schulich de l’Université McGill. Par ailleurs, elle continue ses tournées et ses enregistrements aux Pays-Bas, où elle se produit en solo et avec son groupe Queen Mab Trio. Elle se produit aussi en Amérique du Nord dans les années 2000.

## Discographie
- 1997: Queen Mab: Barbies Other Shoe
- 1998: Ig Henneman: Indigo, avec Tristan Honsinger, Han Buhrs, Theo Jörgensmann, Steve Argüelles
- 1999: Huskless, album solo
- 2000: Queen Mab: Close
- 2002: À un moment donné, album solo
- 2005: Queen Mab Trio: See Saw
- 2006: 3, avec Nicolas Caloia, Jean Derome, René Lussier, Danielle Palardy Roger, Martin Tétreault, Rainer Wiens
- 2006: Dix situations précaires, avec James Darling, Gabriel Dionne, Diane Labrosse
- 2006: Queen Mab Trio: Thin Air
- 2008: Plumb, avec Scott Thomson
- 2009: Bridge, album solo
- 2013: On No On, avec John Heward
- 2018: Solor, album solo
- 2019: Excess, album solo
- 2022: Grace 2021, avec Guylaine Cosseron
- 2022: Amber: Amber, avec Scott Thomson
- 2022: BeingFive: BeingFive, avec Axel Doërner, Andrea Parkins, Yorgos Dimitriadis, Christopher A Williams
- 2023: Mercury: Skin, avec Nicolas Caloia